# Jean-Joseph Expilly
Pour les articles homonymes, voir Expilly.
Jean-Joseph Expilly, né le 17 décembre 1719 à Saint-Rémy-de-Provence, mort en 1793 en Italie, est un ecclésiastique français, auteur de plusieurs ouvrages historiques, géographiques et statistiques, notamment le "Dictionnaire des Gaules et de la France".

## Biographie

### Les origines
Notre auteur prétend que sa famille se rattache à celle du célèbre Claude Expilly (+ en 1636), Président du Parlement du Dauphiné, et qu'elle est originaire de Champagne : « Le hameau d’Expilly [à Chaumuzy, Marne] a pris son nom de la famille d’Expilly, qui le fit bâtir dans ses terres, & la même qui vint s’établir en Dauphiné, pendant les guerres de religion, vers le milieu du seizième siècle (etc.) » [Dict. des Gaules..., article Chaumuzy, to II, p. 304-305]. Dans son Mémoire de 1780, il rappelle les services du Président, et les ancêtres de celui-ci, supposés venus d'Écosse en France en 1424.
En réalité, ses ancêtres, aubergistes à Saint-Rémy depuis la fin du XVIe siècle, ont d'abord porté les noms de Spelly, Spelit, Espellit, Espelit, Espilli, Espily, Expely, puis Expilly (pour les hommes). Sa famille, loin de venir d'Écosse, pourrait avoir des origines italiennes.
L'abbé Expilly est le fils aîné de Jean (né en 1697), qualifié en 1754 de « bourgeois, et fermier des fours et moulins banaux de cette ville » (de Saint Rémy), qui épouse à Noves le 10 janvier 1719 Anne Ricard(e). Il naît le 17 décembre suivant, baptisé le lendemain. Il naquit probablement dans l'auberge familiale, dite le Logis de la Graille, puis à l'enseigne du Corbeau, à la porte Notre-Dame, la première maison en sortant des remparts à droite, "tenant de bise au grand chemin" (de Cavaillon ?).
En 1741, son père, citoyen de la ville de Saint Rémy, « considérant le zèle de dévotion que Mr Jean-Joseph Expilly, son fils, clerc, a d'être d'église et parvenir aux ordres sacrés (...) lui donne à titre de patrimoine clérical (...) une pension annuelle et patrimonielle de 150 livres.». On retrouve cinq inscriptions en droit canon à l'Université d'Avignon, la première du 10 nov. 1741 et la dernière du 10 nov. 1742. Il accède à la prêtrise à tout juste 23 ans, le 22 décembre 1742. C'est alors que sa vie de voyageur commença.

### Une carrière mouvementée
Parlant et écrivant l'italien, il fut successivement secrétaire de l'ambassadeur du roi de Sicile, « pendant les trois dernières années de l'ambassade de Monsieur le Prince d'Ardore » (sans doute Jacques-François-de-Paule Milano, ambassadeur du roi des Deux-Siciles en France, dont Expilly a écrit la généalogie), puis examinateur et auditeur général de l'évêché de Sagona en Corse (en 1768). Il fut aussi chanoine trésorier du chapitre de Sainte-Marthe de Tarascon (une sinécure de famille, qui lui procure une pension).
Au cours de ses voyages en Europe, il recueille de nombreuses observations sur les pays qu'il visite, et en tire des ouvrages qui étaient encore estimés au XIXe siècle pour leurs détails sur le climat, les mœurs, la population et la vie politique des différents pays. Bien qu'il soit peu disert sur ses déplacements et ses contacts, il avoue être familier de l'Espagne : « Notre bonne fortune nous a mis à même de la connaître assez particulièrement » ; dans son Dictionnaire, il consacre un long article à la Suisse (tome VI, 34 colonnes, "parce que ce district faisait autrefois partie de la Gaule celtique"), et sa description très vivante des mines de Pologne montre assez qu'il les a visitées lui-même.
Il a été membre de plusieurs sociétés savantes : l'académie royale espagnole (Madrid), les académies de Prusse (Berlin, 1764), de Suède (Stockholm), du Danemark (Copenhague), et de la Société Économique de Berne. Il a aussi été membre associé des Académies de Nancy et de Dijon. Suivant César Moreau, il aurait été membre du Grand Orient en 1787.
Sa modération (ou le désir de ne contrarier aucun lecteur) l'amène à condamner très mollement Calvin : « Tout le monde fait cas (sauf les erreurs que condamne l'église romaine, et que nous condamnons aussi avec elle, puisque sa religion est la nôtre), du livre intitulé l'Institution chrétienne » ; ce qui a pu être mal jugé par la hiérarchie catholique.

### Le Dictionnaire des Gaules et de la France
Son principal ouvrage reste le Dictionnaire... des Gaules et de la France, paru en six volumes in-folio (1762-1770), malheureusement inachevé. En s'appuyant sur le vaste recensement alphabétique de toutes les paroisses du Royaume effectué par Saugrain, dont il reproduit les erreurs, il l'accompagne et le complète par la localisation de chaque lieu, par des articles de fond (souvent compilés) sur les Institutions, des relations descriptives ou historiques, des biographies, et des statistiques diverses, concernant notamment la population estimée à partir des registres baptistaires. L'abbé affirme en effet, contrairement à l'opinion de nombreux géographes de l'époque, que la population française était en nette augmentation depuis la fin du règne de Louis XIV. Le Dictionnaire devait même être accompagné d'un Atlas d'un centaine de cartes des différentes provinces ou pays, par une souscription séparée, mais il n'a jamais paru. Le premier volume est présenté au Roi le 11 novembre 1762, et le sixième le 14 octobre 1770. Le nombre des souscripteurs s'est élevé à 537, parmi lesquels le Roi, Mme de Pompadour, le contrôleur général Laverdy, plusieurs empereurs, rois et princes de l'Europe, des ambassadeurs, prélats, des villes et provinces, des hauts fonctionnaires (parmi lesquels 28 intendants sur 32), etc.
Un travail aussi vaste et touchant à de si nombreux sujets devait fatalement soulever quelques mécontentements ; il parait que l'article « Avignon » fut très mal reçu par l'administration royale. Mais la plus forte opposition vint du parti des « physiocrates », qui contestait fermement les chiffres d'Expilly. Il éprouva aussi les foudres de la censure : l'article Finances fut remplacé au pied levé par une nomenclature des paroisses du diocèse de Metz. Il s'interrompit finalement après la lettre S (sans les Saints) ; il manquait donc encore près de 9.000 localités, sans compter les suppléments et corrections, plus l'augmentation de la Corse en 1768 (l'auteur avait d'ailleurs préparé un manuscrit sur sa population). Ainsi, au rythme où avaient été traitées les 31.000 autres paroisses (à 5000 par volume), il aurait sans doute dû ajouter deux volumes pour être complet. Or, la souscription originale ne prévoyait que quatre volumes au prix de 60 livres ; chaque tome supplémentaire coûtait 15 livres aux souscripteurs, et 24 livres aux autres acquéreurs.
On peut reprocher à Expilly sa prolixité (il effectue de trop nombreuses digressions), son désordre, le manque de rigueur de ses démonstrations, ainsi que l'absence de sérieuses mises à jour : par exemple, les comptages de feux datent de Saugrain (vers 1700), et il garde la vieille orthographe de son modèle (les I et J ne sont pas distingués, ni les U des V). L'ouvrage est « confus, disproportionné, et d'un maniement mal commode ». Mais le fait que l'auteur travaille seul, et non au sein d'un groupe religieux, sa dépendance au bon vouloir et à la célérité de ses correspondants, et les multiples obstacles rencontrés expliquent en partie un résultat parfois brouillon.

## Publications et manuscrits
- Cosmographie, divisée en cinq parties, qui comprennent : l'astronomie, la géographie, l'hydrographie, l'histoire ecclésiastique et la chronologie, 1749, in 8° (d'après Quérard ; manque à la BNF) ;
- Mémoire au sujet d'une nouvelle carte de l'Europe, 1753, in-4° (manque à la BNF) ; cette carte aurait été effectivement réalisée pour S. M. sicilienne [Préface de la Polychrographie, citée par Esmonin, p 243, note 1],
- Della Casa Milano, libri quatro, Parigi, G. Barbou, 1753, in-4°, xxxiv-468 pages. [BNF. K 3651]. Généalogie de la famille de Milani.
- La Polychrographie, en six parties, Avignon, Payen, 1756, in-8°, 600 pages. [BNF., G. 13244].
- Le Géographe manuel (contenant la description de tous les pays du monde, etc.),1757, souvent réimprimé, la version numérisée date de 1777 (la dernière datant de 1782 serait la 8ème, selon Quérard ?) ; ou Paris, Bauche, 1762, petit in 12°, (4) f°, 421 (3) p, 6 cartes h-t repliées gravées par Martinet. Description sommaire des différents pays et de leurs habitants, renseignements pratiques sur les routes et le change des monnaies (Quérard, La littérature française, 3-48).
- La Topographie de l'univers, T.2, 1758. Cet ouvrage, bâti sur un plan beaucoup trop ambitieux, s'interrompit dès le 2è volume, qui ne traite guère que de l'Allemagne, et plus précisément du cercle de Westphalie [Esmonin p 243]. La description de l'Angleterre (1759), celles du Comtat-Venaissin  et de Naples (restées manuscrites) ou ses notes sur la Corse, peuvent être considérées comme des parties de ce vaste ensemble ; l'auteur s'est ensuite consacré à la France.
- Description historique et géographique de l'Angleterre, de l'Écosse et de l'Irlande, Paris, Prault,1759, in-8°, xvi-464 pages.([BNF, 8° N. 90]. L'ouvrage fut présenté à Louis XV par l'auteur en octobre 1759 (Gazette du 13 octobre).
- Dictionnaire géographique, historique et politique des Gaules et de la France, 1762-1770, Éd. de Paris, Desaint et Saillant, 1762-1770, 6 volumes in-folio ; ouvrage inachevé (il va jusqu'à la lettre S, sans les Saints).  (ISBN 3-262-00045-0) : tome 1 (A-B), tome 2 (C-E), tome 3 (F-K), tome 4 (L-M), tome 5 (N-Q), tome 6 (R-S).

Réédition à Nendeln (Liechtenstein) par Kraus Reprint, 1979, 6 vol. in 4°, 
- Routes générales et particulières de la France, Avignon, Roberty, 1768, in-16°, (4) f°, (429) p. mal chif. 363 (les pages 137 à 193 répétées) + xII et 107 pages pour la "Liste générale des postes de France", qui y est jointe. Absent de toutes les bibliographies [1 seul ex. connu, AD du Gers, fonds Castaride, n° XXII]. Ière partie (intitulée Nouveau guide des chemins de France) : Table des gouvernements ; Routes allant de Paris aux villes capitales des provinces, p. 1-74. Routes de Paris aux ports de mer, p. 75 à 97. Routes de chacun des 15 gouvernements généraux du royaume, p. 98 à 231. Table des routes et des gouvernements, p. 322-363. La IIème partie reproduit la Liste générale des postes de France pour l'année 1768, publiée par le libraire Jaillot [Esmonin p. 243-44, et notes 1-2].
- De la population de la France, Seconde partie, Amsterdam et Paris, 1765, (2) f°, 221 p. (ISBN 3-262-01242-4). En réalité, cet ouvrage rempli de précieuses statistiques démographiques (sur plus de 16.000 paroisses), présenté par les bibliographes comme un ouvrage séparé, "n'est qu'un appendice au tome IV du Dictionnaire des Gaules, et doit être relié avec celui-ci. Il manque à l'exemplaire de la BNF, mais on le trouve à la Bibliothèque d'Avignon, n° 4213 F°, et aux Archives Nationales" [Esmonin p 243].

Réédition à Nendeln (Liechtenstein) par Kraus Reprint, 1979, in 4°, avec la (Première) partie, 56 pages (chiffrées 901-956 - fin du tome III).
- Mémoire au Roi, mars 1776 (absent de la BNF), qui fut « présenté au Roi (Louis XVI) au mois de mai suivant, et que vers ce temps-là je présentai aussi à M. Turgot, alors Contrôleur général des Finances. C'est là que — d'après beaucoup de recherches et de combinaisons — je me suis expliqué assez au long sur la nécessité de fixer le prix du grain». Ce mémoire fut adressé « à tous les souverains de l'Europe » (mais peut-être resté manuscrit ?) [Tableau de 1780, p. 34, cité par Esmonin, p. 244-45].
- Mémoire au roi, août 1778, in-fol., 35 + 47 pages (pièces justificatives). Absent de la BNF, seulement connu par l'analyse qu'en donne Linguet dans ses Annales politiques, (t. VI (1779), p. 251) : "énumération des services rendus par ses aïeux, à la religion, au Roi, à la patrie et à l'humanité ; observations sur les variations du prix du blé ; relevé de la population du royaume". « Le rapport en fut fait au Roi par M. de Vergennes... dans le  Conseil d'État tenu à Choisy le 23 septembre 1778 » [Tableau de 1780, p. 33 et 34]. Le Mercure de septembre 1779 (p. 235) en annonce la publication [Esmonin, p. 244].
- Tableau de la population de la France, 1780. Mémoire au roi (daté à la fin de Nice, 8 janvier 1780), in-fol., 35 pages. [BNF, L31 1]. "Ce mémoire n'est que le complément du précédent (1778) : l'auteur y présente le tableau de la population française par âges, par sexes et par professions, avec des commentaires", tant historiques (depuis les Romains et Charlemagne) que géographiques (sur diverses contrées d'Europe), "et y ajoute de longues considérations sur les moyens d'améliorer son ravitaillement" [Esmonin p 245].

L'abbé Expilly a également laissé des œuvres manuscrites :
- Dictionnaire géographique du royaume de Naples, 1756, 302 feuillets. [BNF, mss fr. 9040].
- Histoire ecclésiastique et civile du comtat venaissin et de la ville d'Avignon, s. d., 337 feuillets. [Bibl. d'Avignon, mss 2462]. Notices sur les localités du Comtat.
- Statistique de la population de la Corse, 1768 [Arch. Guerre, vol. 3648]. L'abbé Santini a publié quelques notes de voyage d'Expilly en Corse dans les Cahiers d'histoire et de documentation corse, 1949, p 33-44, sans en indiquer la provenance [Esmonin p 242, note 3, et p